# Gustavo Neiva
Gustavo Sousa de Neiva, mais conhecido como Gustavo Neiva, (Teresina, 23 de junho de 1971) é um odontólogo e político brasileiro, atualmente deputado estadual pelo Piauí.

## Dados biográficos
Filho de Antônio Avelino Rocha de Neiva e Maria Tálita Souza de Neiva. Formado em Odontologia pela Universidade Federal do Piauí em 1993 e em Direito pela Faculdade Santo Agostinho em 2009, estreou na política ao eleger-se prefeito de Porto Alegre do Piauí via PPS em 1996, sendo reeleito no ano 2000. Após migrar para o PSB elegeu-se deputado estadual em 2010, 2014 e 2018, renovando o mandato pelo PP em 2022.